# 埼玉県道146号六万部久喜停車場線

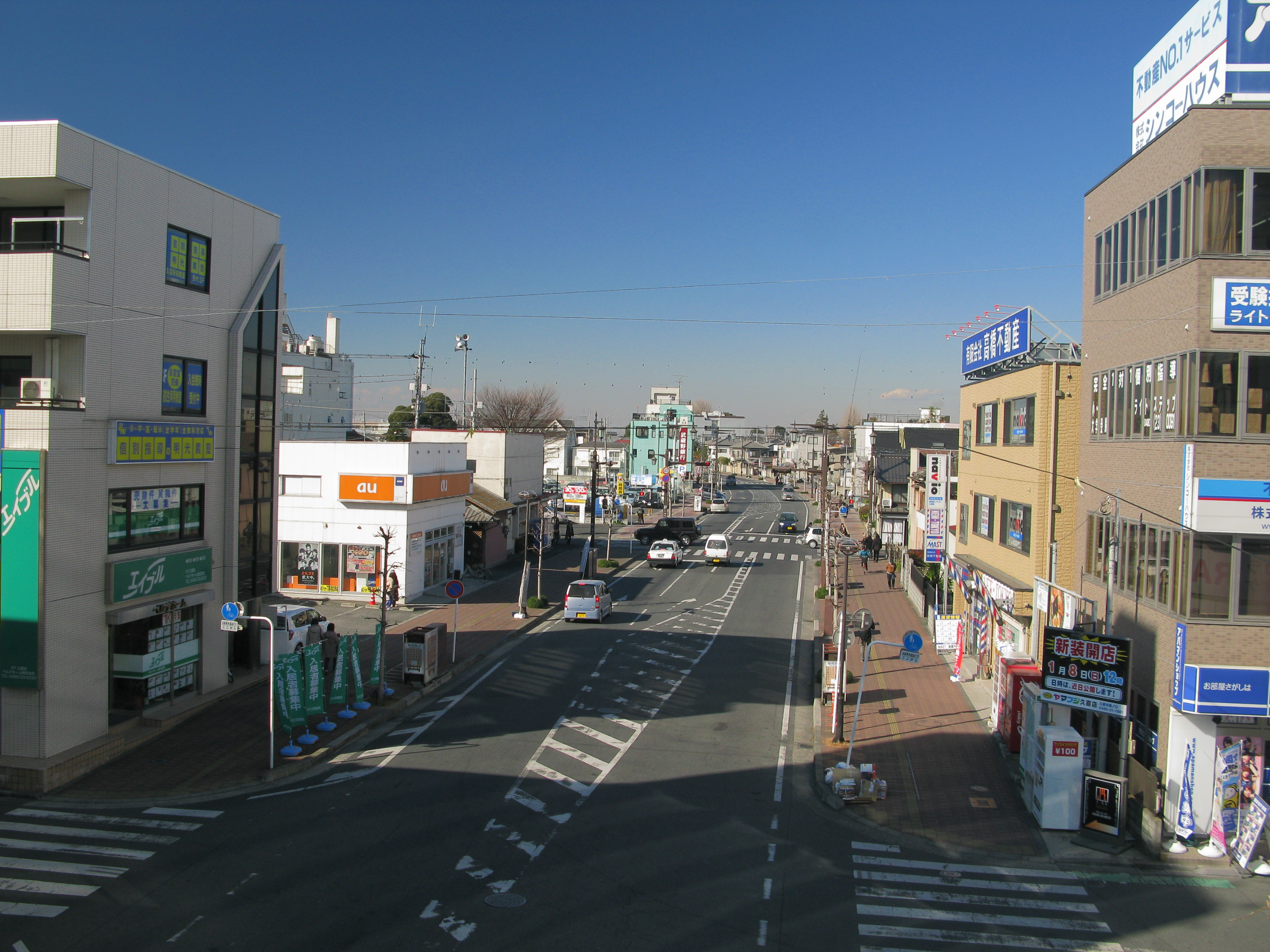
久喜市本町1丁目

埼玉県道146号六万部久喜停車場線（さいたまけんどう146ごう ろくまんぶくきていしゃじょうせん）は、埼玉県久喜市に設定されている一般県道である。

## 概要
久喜駅から上町交差点に通じる旧道（現在は市道）は、提灯祭り通りと呼ばれている。また、起点（久喜駅西口）より久喜市中央公民館前の交差点までの区間では7月12日および18日に提燈祭りが催され、その会場の一部となっている。
2011年3月18日に下清久から上早見交差点までを結ぶ区間が開通した。これにより、その先の埼玉県道85号春日部久喜線と直結したため、当県道を介して川越市方面と宮代町方面が一本で結ばれた。また、このバイパス開通により、並行して旧道が2本北側に存在する事となった。

## 路線データ
- 起点：久喜市六万部（埼玉県道12号川越栗橋線交点）六万部橋（東）交差点
- 終点：久喜停車場
- 路線延長：2,785m

## 地理

### 通過する自治体
- 埼玉県
  - 久喜市

### 交差する主な道路
| 交差する道路              | 交差する道路             | 交差点名     | 所在地 | 所在地   |
| ------------------------- | ------------------------ | ------------ | ------ | -------- |
| 埼玉県道12号川越栗橋線    | 埼玉県道12号川越栗橋線   | 六万部橋東   | 久喜市 | 下清久   |
|                           | （理科大通り）           |              | 久喜市 | 下清久   |
| 埼玉県道3号さいたま栗橋線 | 埼玉県道85号春日部久喜線 | 上早見       | 久喜市 | 上早見   |
|                           | （提灯祭り通り）         | 上町         | 久喜市 | 上町     |
| 埼玉県道151号久喜騎西線   |                          | 久喜駅入口南 | 久喜市 | 上町     |
| （市役所通り）            | （市役所通り）           |              | 久喜市 | 久喜中央 |
| （愛宕通り）              |                          |              | 久喜市 | 久喜中央 |

### 重複する区間
- 埼玉県道3号さいたま栗橋線（上早見交差点 - 久喜駅入口交差点）

### 沿線の施設
| 施設                         | 所在地 | 所在地   |
| ---------------------------- | ------ | -------- |
| 新久喜総合病院               | 久喜市 | 上早見   |
| ファッションセンターしまむら | 久喜市 | 上町     |
| 甘棠院                       | 久喜市 | 本町     |
| 光明寺                       | 久喜市 | 本町     |
| 天王院                       | 久喜市 | 本町     |
| 御陣山遺跡                   | 久喜市 | 久喜中央 |
| 久喜市中央公民館             | 久喜市 | 久喜中央 |
| 愛生会病院                   | 久喜市 | 久喜中央 |
| クッキープラザ               | 久喜市 | 久喜中央 |
| JR・東武鉄道 久喜駅          | 久喜市 | 久喜中央 |